# Basili de Tirnovo
Basili fou bisbe de Tirnovo a Bulgària.
Va coronar el 1186 a Pere Àsen com a tsar de Grècia i Bulgària. El 1302 fou enviat a Roma per demanar l'elevació del títol del rei búlgar a emperador amb la creació d'un patriarcat, però no hi va arribar a anar; tot i així, l'any següent el Papa va enviar el pallium. El cardenal Lleó el va consagrar primat de Bulgària el 1204. La data de la seva mort és desconeguda.